# Werauhia lutheri
Werauhia lutheri là một loài thuộc chi Werauhia. Đây là loài đặc hữu của Costa Rica.